# Bướm ngày

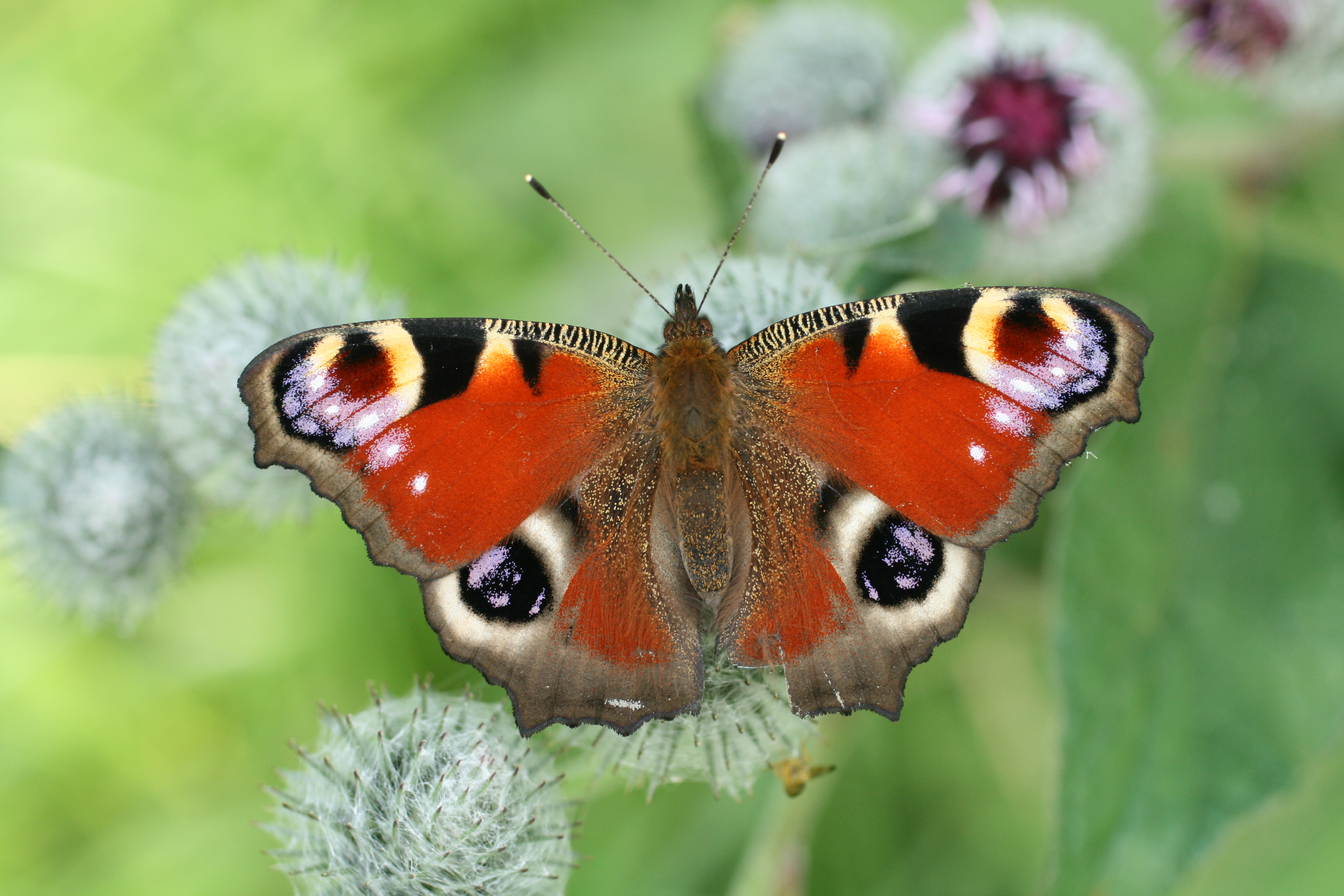
loài Inachis io

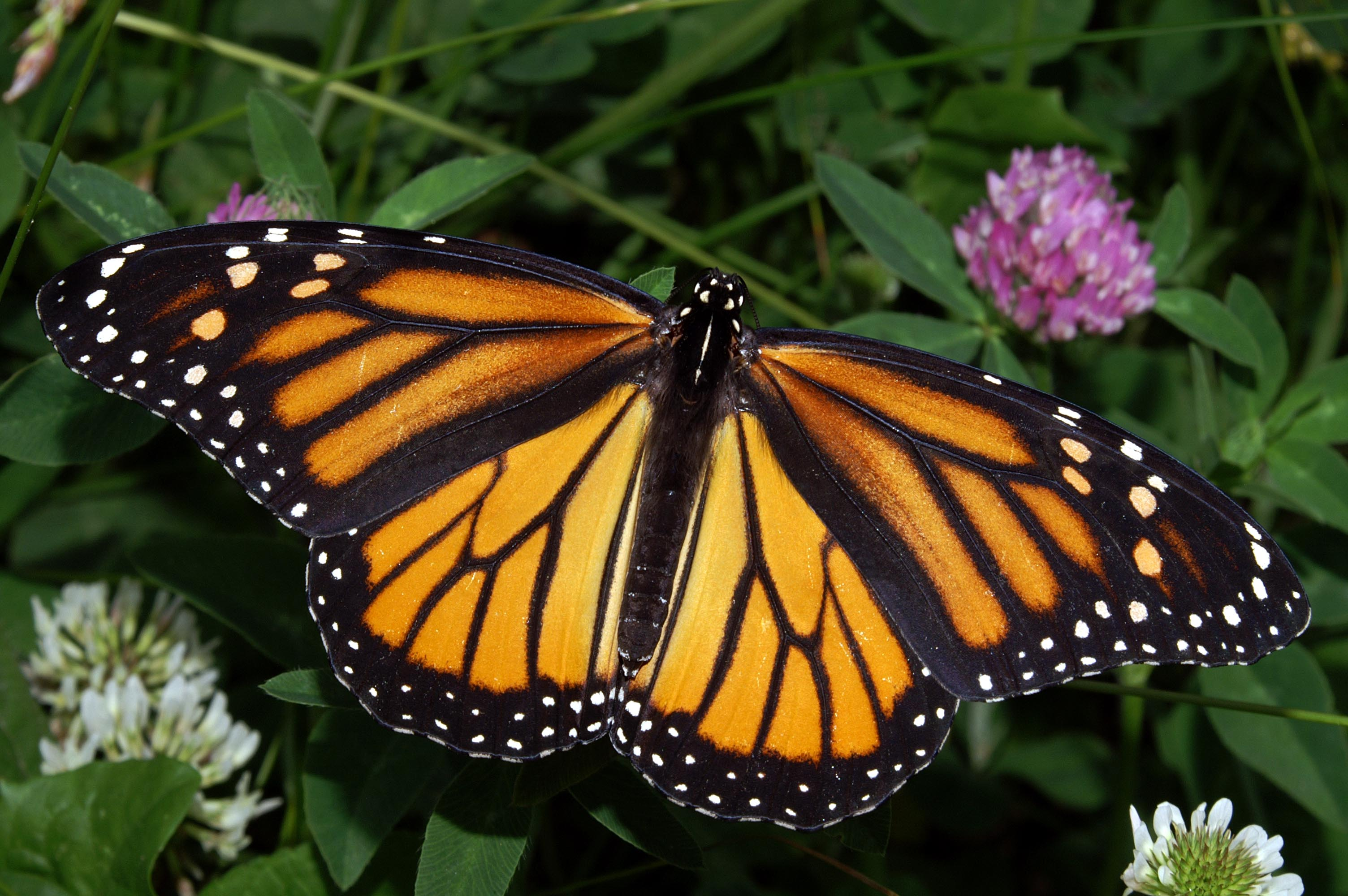
Danaus plexippus (Bướm vua)

Bướm ngày là các loài côn trùng nhỏ, biết bay, hoạt động vào ban ngày thuộc bộ Cánh vẩy (Lepidoptera), có nhiều loại, ít màu cũng có mà sặc sỡ nhiều màu sắc cũng có. Thường chúng sống gần các bụi cây nhiều hoa để hút phấn hoa, mật hoa, góp phần trong việc giúp hoa thụ phấn. Bướm ngày nhiều khi gọi tắt là bướm hay bươm bướm, mặc dù bướm có thể chỉ đến bướm đêm (ngai ngài).

## Màu sắc
Màu sắc của các loài bướm được tạo ra từ hàng nghìn vảy nhỏ li ti, được xếp lên nhau. Đôi khi nó cũng là những hạt có màu, nhưng trong trường hợp thông thường thì bề mặt tạo ra các vảy này có thể khúc xạ ánh sáng, do đó cánh bướm có màu liên tục thay đổi, lấp lánh khi di chuyển. Thường thì phía dưới có màu xám hoặc nâu khác xa với màu sặc sỡ ở phía trên. Những màu xấu xí này sẽ dùng để ngụy trang khi cánh của nó xếp lại. Điều này sẽ giúp nó thoát khỏi con mắt săn lùng của các loài chim và sâu bọ khác.

## Ăn uống
Những bông hoa có màu sặc sỡ thường thu hút bướm hơn. Bướm dùng vòi ống dài của mình để hút sạch mật hoa bên trong đài hoa. Có một số loài bướm lại không bị thu hút bởi những bông hoa đẹp, thay vào là xác chết hoặc chất thải động vật, nó hút chất lỏng bên trong những thứ đó.

## Sinh sản
Bướm ngày có vòng đời sinh trưởng khá đặc biệt, từ ấu trùng như các con sâu đến dạng biến thái là dạng nhộng rồi cuối cùng là dạng trưởng thành có cánh. 

### Giao phối
Màu sắc sặc sỡ có tầm ảnh hưởng quan trọng đến đời sống của bướm. Chúng tìm ra và bắt cặp với nhau bằng cách khoe màu. Một số loài bướm dùng hương trong việc đi tìm bạn đời - một vài miếng vảy trên cánh con đực có mùi thơm để thu hút con cái. 

### Đẻ trứng
Sau khi giao phối xong, những con cái sẽ tự tìm cây mà có thể làm thực phẩm cho con cái chúng sau này. Bướm chết sau đó ít lâu trước khi đến ngày trứng nở.

### Sâu bướm

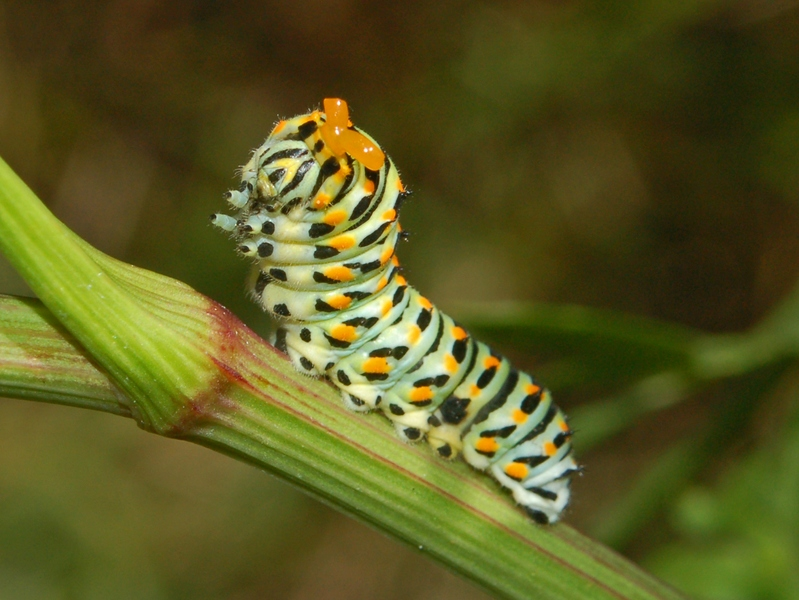
Sâu bướm loài Papilio machaon

Những con sâu bướm ăn cây lá nơi nó ở và lớn lên, sau đó nó hóa thành nhộng. Trong kén, nhộng phát triển thành bướm rồi cọ lưng vào kén đến thủng rồi bay ra ngoài.

## Những chuyến bay xa
Mỗi con bướm đều có 4 cánh nhưng lại hoạt động như 1 cặp. Bướm đập cánh tương đối chậm (khoảng 20 lần/phút). Tuy vậy, nhiều loài bướm có thể bay rất nhanh và mạnh. Thậm chí có các loài nhỏ nhưng cũng có thể bay xa khi di trú. Ví dụ như bướm Comma có thể bay từ giữa sa mạc Sahara đến Anh, với khoảng cách 2000 dặm trong vòng 14 ngày. Bướm vua di trú hàng năm từ California đến Canada và vô tình bay qua cả Đại Tây Dương.

## Loài nguy cấp
Vẻ đẹp của loài bướm là nguyên nhân cho chính sự suy vi của nó vì các nhà sưu tập đổ xô săn bắt với số lượng rất lớn. Một số loài bướm nhiệt đới như loài Monphos của Brasil và loài bướm cánh chim ở Đông Nam Á và Nam châu Úc được sử dụng như đồ trang trí hay một loại trang sức, ngày nay đang có nguy cơ tuyệt chủng. Một số loài được pháp luật bảo vệ, một số được nuôi trong trang trại. Thậm chí có một số loài bướm nhỏ ở Anh và châu Âu đang trong nguy cơ tuyệt chủng, bởi ấu trùng của nó bị phá hoại ghê gớm. Có lẽ các biện pháp bảo vệ Bướm sẽ ban hành, nhưng có lẽ đến khi đó thì đã quá muộn.

## Hình ảnh

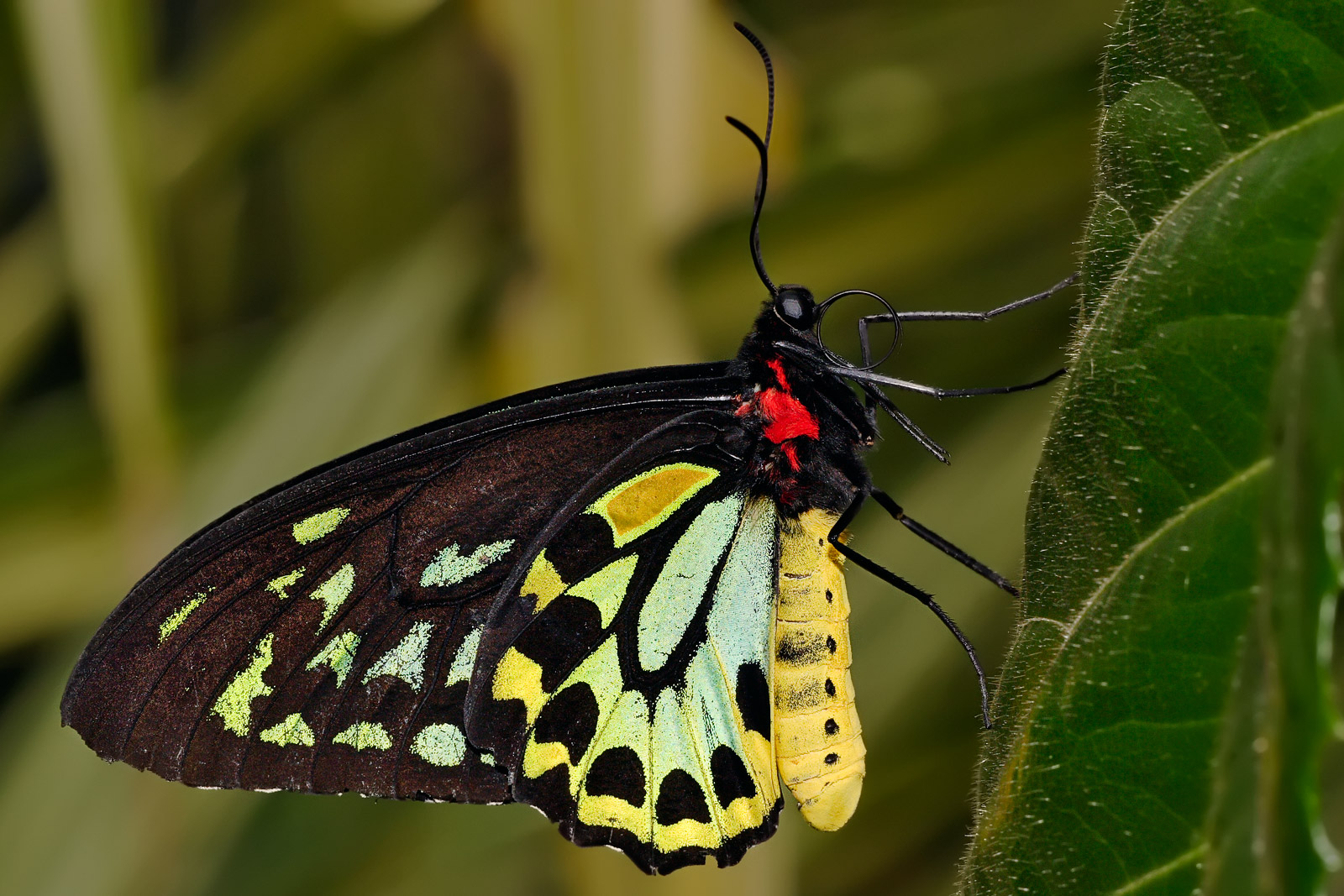
Ornithoptera euphorion
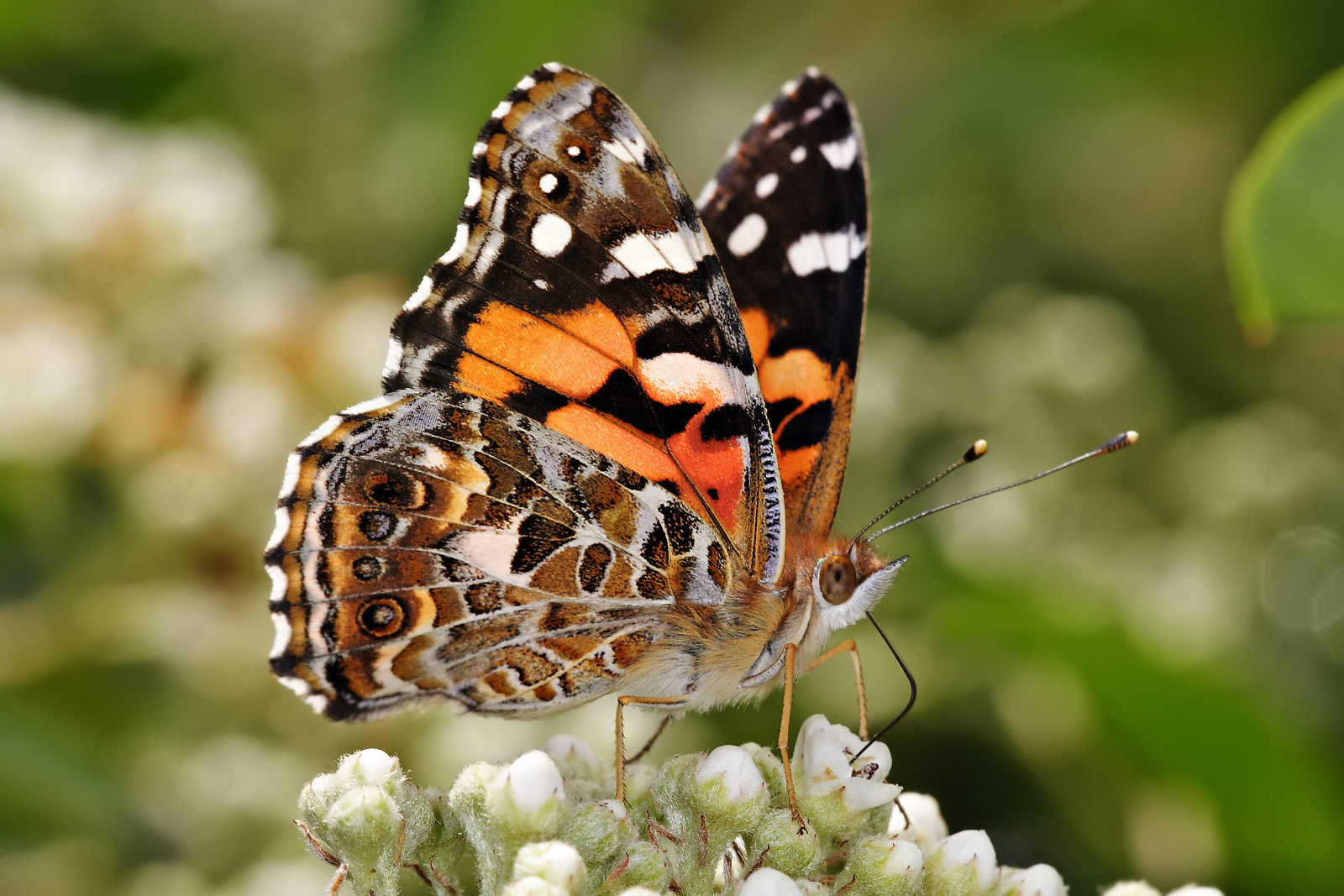
Vanessa kershawi ở Úc
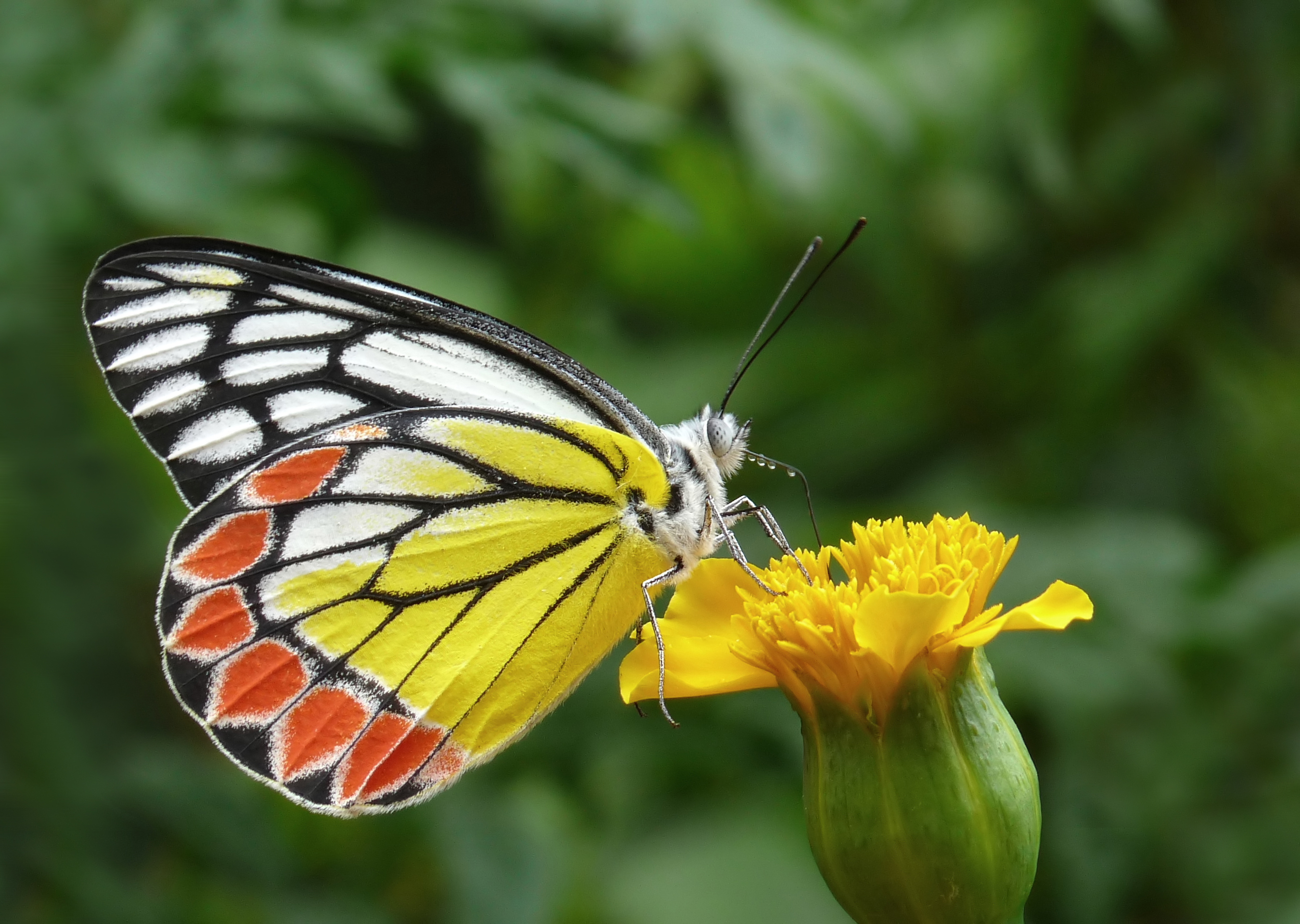
Delias eucharis
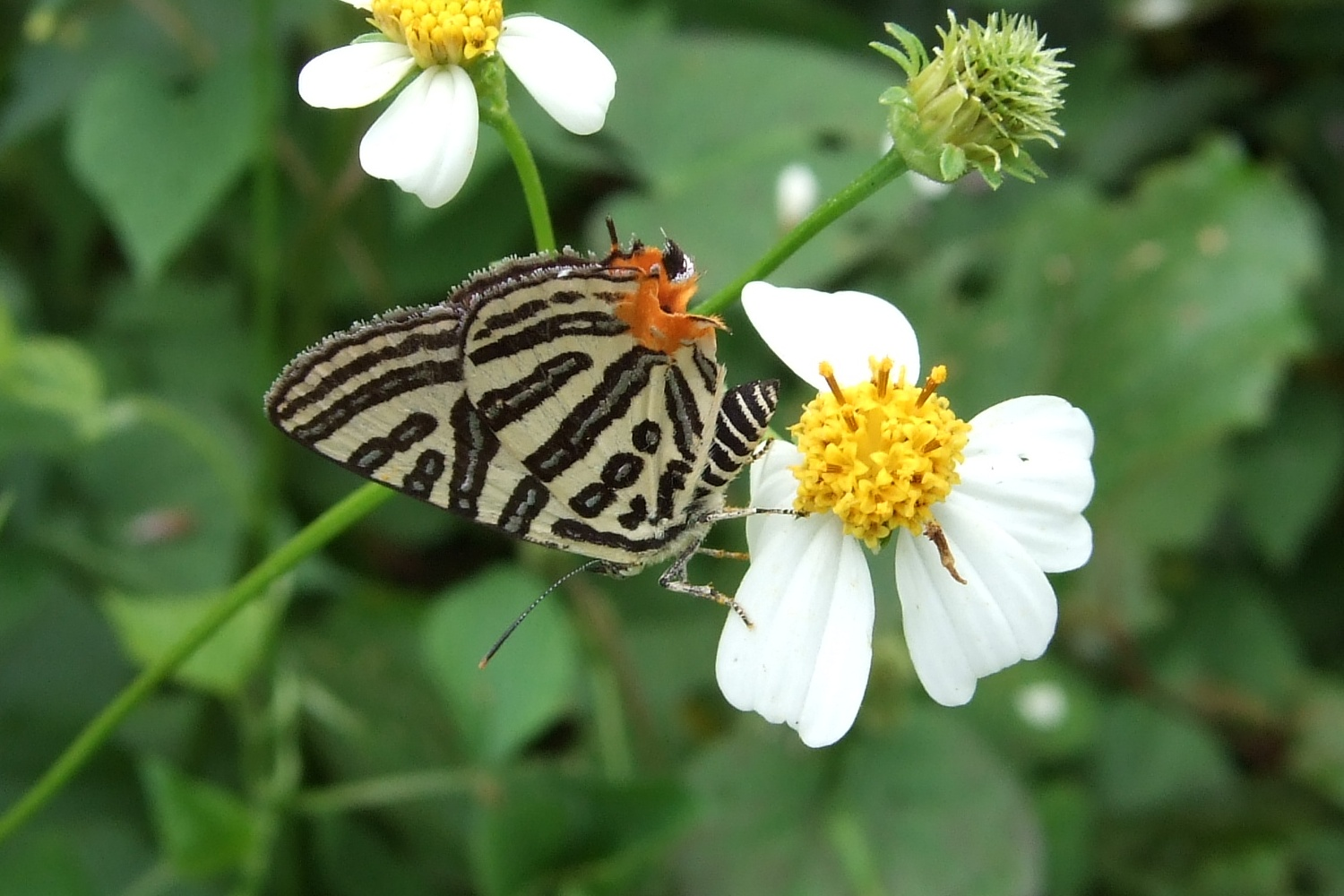
Spindasis syama
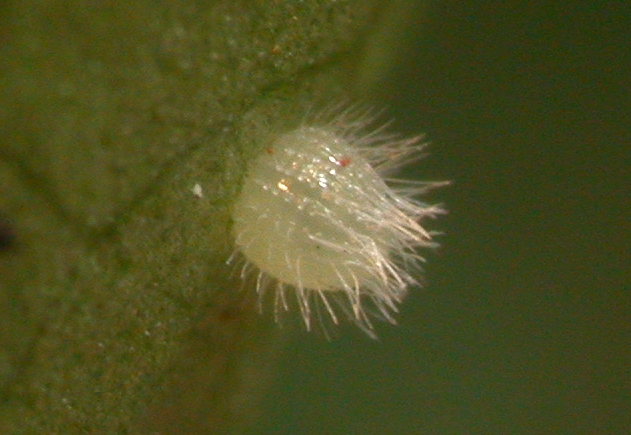
Trứng bướm
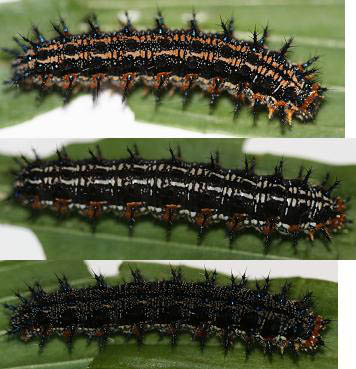
Sâu bướm
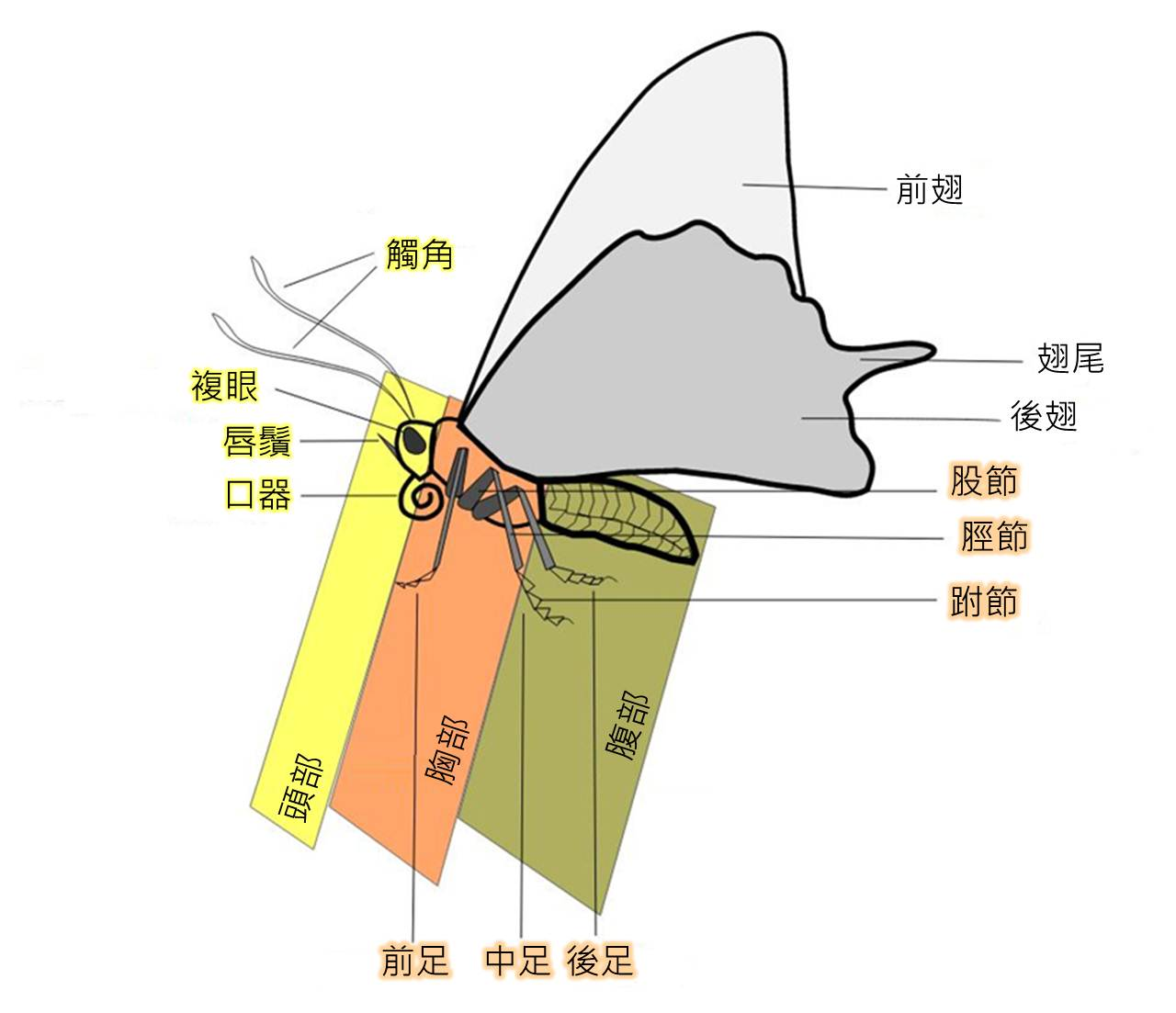
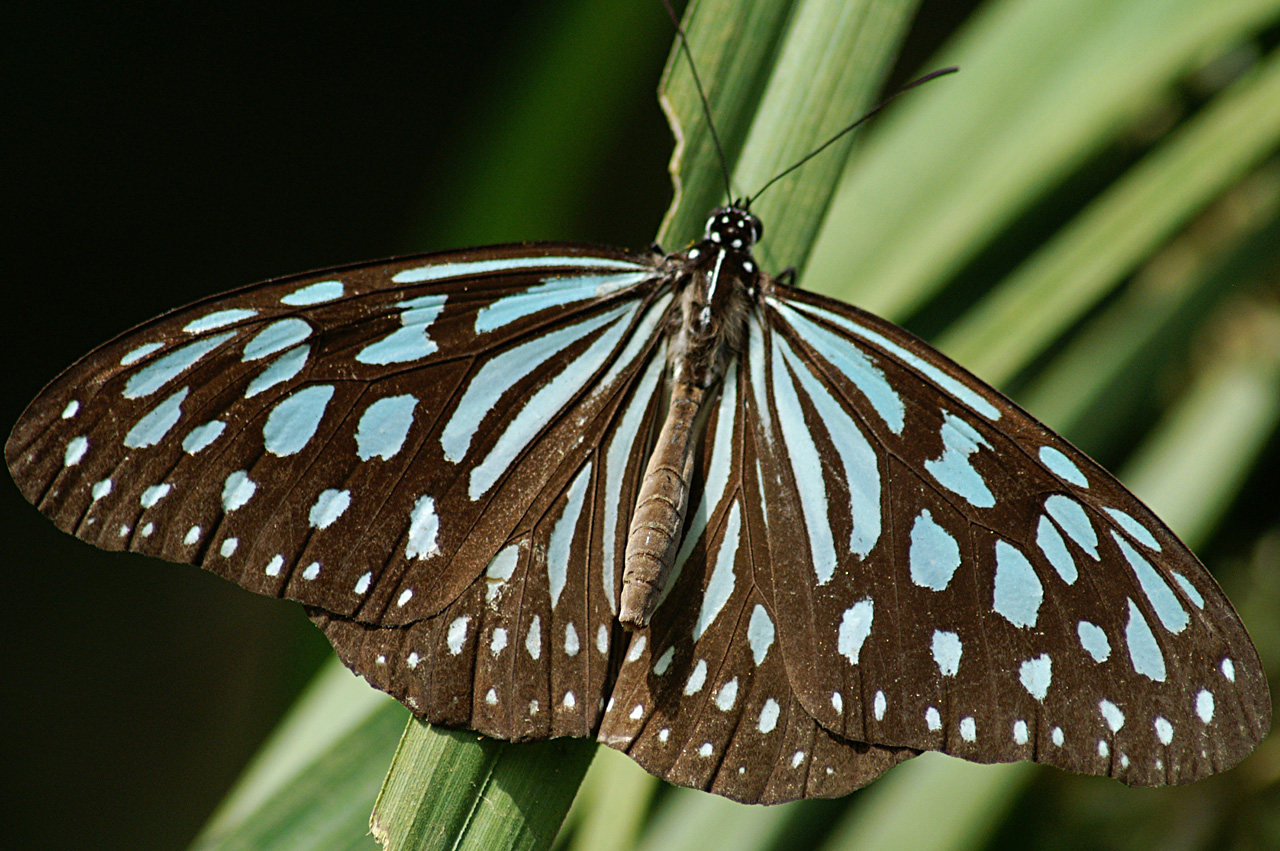
Ideopsis similis
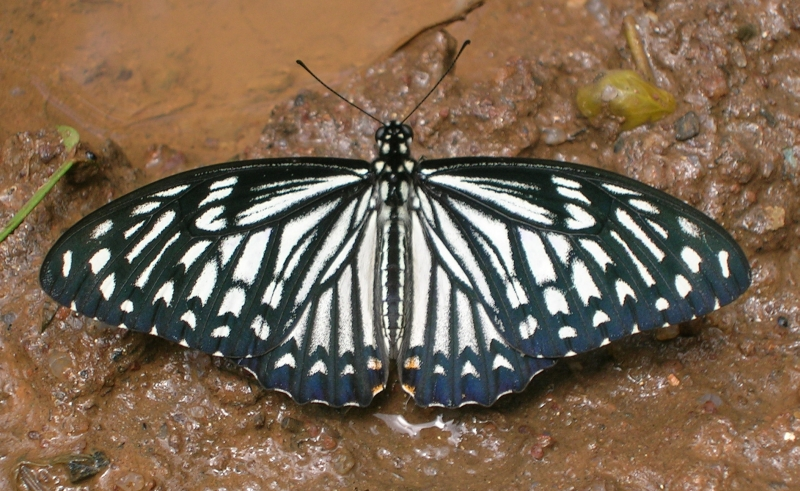
Papilio clytia